# Вересові
Вересові (Ericaceae) — велика родина рослин ряду вересоцвітих, групи айстеридів, що складається переважно з кальцефобних рослин, нездатних рости на лужних ґрунтах. Більшість представників родини зростають в районах помірного поясу, наприклад журавлина, чорниця, верес, азалія і рододендрон. Проте, родина також містить багато тропічних видів.

## Систематика
Систематика вересових є складною і багато разів переглядалася. Деякими дослідниками, зокрема й радянськими з родини вересові виділялася родина брусничні (Vacciniaceae). У родині приблизно 126 родів і 4215 видів, більшість з яких поширені в бореальних і помірних регіонах, також у горах тропіків і дуже рідкісні види у низинах тропіків.
В Україні зростають: андромеда (Andromeda), суничник (Arbutus), мучниця (Arctostaphylos), верес (Calluna), торф'яниця (Chamaedaphne), порушник (Chimaphila), водянка (Empetrum), еріка (Erica), під'ялинник (Hypopitys), Kalmia, одноквітка (Moneses), боровинка (Orthilia), грушанка (Pyrola), рододендрон (Rhododendron), чорниця (Vaccinium).

## Роди
- Acrostemon
- Acrotriche
- Agapetes
- Agarista
- Allotropa
- Andersonia
- Andromeda
- Anomalanthus
- Anthopteropsis
- Anthopterus
- Arachnocalyx
- Arbutus
- Archeria
- Arctostaphylos
- Astroloma
- Bejaria
- Brachyloma
- Bruckenthalia
- Bryanthus
- Calluna
- Calopteryx
- Cassiope
- Cavendishia
- Ceratiola
- Ceratostema
- Chamaedaphne
- Chimaphila
- Coccosperma
- Coilostigma
- Comarostaphylis
- Conostephium
- Corema
- Costera
- Craibiodendron
- Cyathodes
- Daboecia
- Demosthenesia
- Didonica
- Dimorphanthera
- Diogenesia
- Diplarche
- Diplycosia
- Disterigma
- Dracophyllum
- Empetrum
- Elliottia
- Epacris
- Epigaea
- Enkianthus
- Eremia
- Eremiella
- Erica
- Findlaya
- Gaultheria
- Gaylussacia
- Gonocalyx
- Grisebachia
- Harrimanella
- Hemitomes
- Kalmia
- Kalmiopsis
- Killipiella
- Lateropora
- Ledothamnus
- Ledum
- Leiophyllum
- Leptecophylla
- Leucopogon
- Leucothoe
- Lissanthe
- Loiseleuria
- Lyonia
- Macleana
- Macnabia
- Malea
- Menziesia
- Mitrastylus
- Moneses
- Monotoca
- Monotropa
- Monotropsis
- Mycerinus
- Nagelocarpus
- Notopora
- Oreanthes
- Ornithostaphylos
- Orthaea
- Orthilia
- Oxydendrum
- Pellegrinia
- Pentachondra
- Pernettyopsis
- Phyllodoce
- Pieris
- Pityopus
- Platycalyx
- Pleuricospora
- Plutarchia
- Polyclita
- Prionotes
- Psammisia
- Pterospora
- Pyrola
- Rhododendron
- Rhodothamnus
- Richea
- Rusbya
- Salaxis
- Sarcodes
- Satyria
- Scyphogyne
- Semiramisia
- Simocheilus
- Siphonandra
- Sphyrospermum
- Stokoeanthus
- Styphelia
- Sympieza
- Syndsmanthus
- Tepuia
- Thamnus
- Themistoclesia
- Therorhodion
- Thibaudia
- Thoracosperma
- Trochocarpa
- Tsusiophyllum
- Utleya
- Vaccinium
- Woollsia
- Xylococcus
- Zenobia